# Gran Premio motociclistico di Gran Bretagna 2007
Il Gran Premio motociclistico di Gran Bretagna 2007 corso il 24 giugno, è stato l'ottavo Gran Premio della stagione 2007 e ha visto vincere: la Ducati di Casey Stoner nella classe MotoGP, Andrea Dovizioso nella classe 250 e Mattia Pasini nella classe 125.

## MotoGP

### Qualifiche
| Pos | Pilota                     | Tempo    |
| --- | -------------------------- | -------- |
| 1.  | Colin Edwards (Yamaha)     | 1:28.531 |
| 2.  | Valentino Rossi (Yamaha)   | 1:28.677 |
| 3.  | Daniel Pedrosa (Honda)     | 1:28.863 |
| 4.  | Nicky Hayden (Honda)       | 1:29.025 |
| 5.  | Casey Stoner (Ducati)      | 1:29.061 |
| 6.  | John Hopkins (Suzuki)      | 1:29.073 |
| 7.  | Carlos Checa (Honda)       | 1:29.281 |
| 8.  | Randy de Puniet (Kawasaki) | 1:29.415 |
| 9.  | Marco Melandri (Honda)     | 1:29.498 |
| 10. | Toni Elías (Honda)         | 1:29.711 |
| 11. | Shin'ya Nakano (Honda)     | 1:29.718 |
| 12. | Chris Vermeulen (Suzuki)   | 1:29.794 |
| 13. | Loris Capirossi (Ducati)   | 1:29.900 |
| 14. | Alex Hofmann (Ducati)      | 1:29.911 |
| 15. | Alex Barros (Ducati)       | 1:30.071 |
| 16. | Sylvain Guintoli (Yamaha)  | 1:30.271 |
| 17. | Anthony West (Kawasaki)    | 1:30.718 |
| 18. | Makoto Tamada (Yamaha)     | 1:30.800 |
| 19. | Kurtis Roberts (KR212V)    | 1:31.543 |

### Gara

#### Arrivati al traguardo
| Pos | Nº | Pilota           | Squadra              | Motocicletta | Giri | Tempo     | Griglia | Punti |
| --- | -- | ---------------- | -------------------- | ------------ | ---- | --------- | ------- | ----- |
| 1   | 27 | Casey Stoner     | Ducati Marlboro      | Ducati       | 30   | 51:40.739 | 5       | 25    |
| 2   | 5  | Colin Edwards    | Fiat Yamaha          | Yamaha       | 30   | +11.768   | 1       | 20    |
| 3   | 71 | Chris Vermeulen  | Rizla Suzuki         | Suzuki       | 30   | +15.678   | 12      | 16    |
| 4   | 46 | Valentino Rossi  | Fiat Yamaha          | Yamaha       | 30   | +21.827   | 2       | 13    |
| 5   | 21 | John Hopkins     | Rizla Suzuki         | Suzuki       | 30   | +35.518   | 6       | 11    |
| 6   | 14 | Randy de Puniet  | Kawasaki Racing      | Kawasaki     | 30   | +36.474   | 8       | 10    |
| 7   | 4  | Alex Barros      | Pramac d'Antin       | Ducati       | 30   | +38.094   | 15      | 9     |
| 8   | 26 | Daniel Pedrosa   | Repsol Honda         | Honda        | 30   | +38.992   | 3       | 8     |
| 9   | 66 | Alex Hofmann     | Pramac d'Antin       | Ducati       | 30   | +39.239   | 14      | 7     |
| 10  | 33 | Marco Melandri   | Honda Gresini        | Honda        | 30   | +1:01.526 | 9       | 6     |
| 11  | 13 | Anthony West     | Kawasaki Racing      | Kawasaki     | 30   | +1:06.486 | 17      | 5     |
| 12  | 24 | Toni Elías       | Honda Gresini        | Honda        | 30   | +1:34.074 | 10      | 4     |
| 13  | 80 | Kurtis Roberts   | Team Roberts         | KR212V       | 29   | +1 giro   | 19      | 3     |
| 14  | 56 | Shin'ya Nakano   | Konica Minolta Honda | Honda        | 29   | +1 giro   | 11      | 2     |
| 15  | 6  | Makoto Tamada    | Dunlop Yamaha Tech 3 | Yamaha       | 28   | +2 giri   | 18      | 1     |
| 16  | 50 | Sylvain Guintoli | Dunlop Yamaha Tech 3 | Yamaha       | 28   | +2 giri   | 16      |       |
| 17  | 1  | Nicky Hayden     | Repsol Honda         | Honda        | 26   | +4 giri   | 4       |       |

#### Ritirati
| Nº | Pilota          | Squadra         | Motocicletta | Giri | Griglia |
| -- | --------------- | --------------- | ------------ | ---- | ------- |
| 65 | Loris Capirossi | Ducati Marlboro | Ducati       | 24   | 13      |
| 7  | Carlos Checa    | Honda LCR       | Honda        | 4    | 7       |

### Classifiche

#### Classifica Piloti
| Pos. | Pilota           | Punti |
| ---- | ---------------- | ----- |
| 1.   | Casey Stoner     | 165   |
| 2.   | Valentino Rossi  | 139   |
| 3.   | Daniel Pedrosa   | 106   |
| 4.   | Chris Vermeulen  | 86    |
| 5.   | Marco Melandri   | 81    |
| 6.   | John Hopkins     | 81    |
| 7.   | Colin Edwards    | 65    |
| 8.   | Alex Barros      | 60    |
| 9.   | Loris Capirossi  | 57    |
| 10.  | Toni Elías       | 49    |
| 11.  | Alex Hofmann     | 45    |
| 12.  | Randy de Puniet  | 42    |
| 13.  | Nicky Hayden     | 41    |
| 14.  | Shin'ya Nakano   | 21    |
| 15.  | Carlos Checa     | 20    |
| 16.  | Makoto Tamada    | 17    |
| 17.  | Sylvain Guintoli | 16    |
| 18.  | Anthony West     | 5     |
| 19.  | Fonsi Nieto      | 5     |
| 20.  | Olivier Jacque   | 4     |
| 21.  | Kenny Roberts Jr | 4     |
| 22.  | Kurtis Roberts   | 3     |

#### Classifica Costruttori
| Pos. | Costruttore | Punti |
| ---- | ----------- | ----- |
| 1.   | Ducati      | 168   |
| 2.   | Yamaha      | 146   |
| 3.   | Honda       | 133   |
| 4.   | Suzuki      | 111   |
| 5.   | Kawasaki    | 49    |
| 6.   | KR212V      | 7     |

#### Classifica Squadre
| Pos. | Squadra              | Punti |
| ---- | -------------------- | ----- |
| 1.   | Ducati Marlboro      | 222   |
| 2.   | Fiat Yamaha          | 204   |
| 3.   | Rizla Suzuki         | 171   |
| 4.   | Repsol Honda         | 147   |
| 5.   | Honda Gresini        | 130   |
| 6.   | Pramac d'Antin       | 105   |
| 7.   | Kawasaki Racing      | 54    |
| 8.   | Dunlop Yamaha Tech 3 | 33    |
| 9.   | Konica Minolta Honda | 21    |
| 10.  | Honda LCR            | 20    |
| 11.  | Team Roberts         | 7     |

## Classe 250

### Arrivati al traguardo
| Pos | Nº | Pilota              | Squadra                     | Motocicletta | Giri | Tempo     | Griglia | Punti |
| --- | -- | ------------------- | --------------------------- | ------------ | ---- | --------- | ------- | ----- |
| 1   | 34 | Andrea Dovizioso    | Kopron Team Scot            | Honda        | 27   | 48:40.173 | 6       | 25    |
| 2   | 3  | Alex De Angelis     | Master - Mapfre Aspar       | Aprilia      | 27   | +22.102   | 1       | 20    |
| 3   | 4  | Hiroshi Aoyama      | Red Bull KTM                | KTM          | 27   | +1:03.137 | 10      | 16    |
| 4   | 55 | Yūki Takahashi      | Kopron Team Scot            | Honda        | 27   | +1:03.370 | 11      | 13    |
| 5   | 73 | Shūhei Aoyama       | Repsol Honda                | Honda        | 27   | +1:25.269 | 12      | 11    |
| 6   | 36 | Mika Kallio         | Red Bull KTM                | KTM          | 27   | +2:07.333 | 5       | 10    |
| 7   | 60 | Julián Simón        | Repsol Honda                | Honda        | 26   | +1 giro   | 3       | 9     |
| 8   | 8  | Ratthapark Wilairot | Thai Honda PTT-SAG          | Honda        | 26   | +1 giro   | 17      | 8     |
| 9   | 45 | Dan Linfoot         | Team Sicilia                | Aprilia      | 26   | +1 giro   | 21      | 7     |
| 10  | 17 | Karel Abraham       | Cardion AB Motoracing       | Aprilia      | 26   | +1 giro   | 24      | 6     |
| 11  | 32 | Fabrizio Lai        | Campetella Racing           | Aprilia      | 26   | +1 giro   | 14      | 5     |
| 12  | 28 | Dirk Heidolf        | Kiefer - Bos - Sotin Racing | Aprilia      | 26   | +1 giro   | 19      | 4     |
| 13  | 44 | Tarō Sekiguchi      | Campetella Racing           | Aprilia      | 26   | +1 giro   | 22      | 3     |
| 14  | 25 | Alex Baldolini      | Kiefer - Bos - Sotin Racing | Aprilia      | 26   | +1 giro   | 18      | 2     |
| 15  | 10 | Imre Tóth           | Toth Aprilia                | Aprilia      | 26   | +1 giro   | 23      | 1     |
| 16  | 7  | Efrén Vázquez       | Blusens Aprilia Germany     | Aprilia      | 25   | +2 giri   | 25      |       |
| 17  | 81 | Toby Markham        | BM Groundworks              | Yamaha       | 25   | +2 giri   | 26      |       |

### Ritirati
| Nº | Pilota            | Squadra                    | Motocicletta | Giri | Griglia |
| -- | ----------------- | -------------------------- | ------------ | ---- | ------- |
| 41 | Aleix Espargaró   | Blusens Aprilia            | Aprilia      | 23   | 16      |
| 15 | Roberto Locatelli | Metis Gilera               | Gilera       | 14   | 13      |
| 16 | Jules Cluzel      | Angaia Racing              | Aprilia      | 14   | 20      |
| 1  | Jorge Lorenzo     | Fortuna Aprilia            | Aprilia      | 10   | 2       |
| 12 | Thomas Lüthi      | Emmi - Caffe Latte Aprilia | Aprilia      | 10   | 9       |
| 58 | Marco Simoncelli  | Metis Gilera               | Gilera       | 9    | 7       |
| 19 | Álvaro Bautista   | Master - Mapfre Aspar      | Aprilia      | 8    | 4       |
| 50 | Eugene Laverty    | Honda LCR                  | Honda        | 6    | 15      |
| 80 | Héctor Barberá    | Toth Aprilia               | Aprilia      | 5    | 8       |

### Non qualificati
| Nº | Pilota           | Squadra                  | Motocicletta |
| -- | ---------------- | ------------------------ | ------------ |
| 82 | Andrew Sawford   | St. Neots Motorcycle CO. | Yamaha       |
| 83 | Alex Kenchington | Dennis Trollope Racing   | Yamaha       |
| 84 | Luke Lawrence    | TNT Express Team Fila    | Honda        |

## Classe 125

### Arrivati al traguardo
| Pos | Nº | Pilota             | Squadra              | Motocicletta | Giri | Tempo     | Griglia | Punti |
| --- | -- | ------------------ | -------------------- | ------------ | ---- | --------- | ------- | ----- |
| 1   | 75 | Mattia Pasini      | Polaris World        | Aprilia      | 25   | 41:49.049 | 1       | 25    |
| 2   | 71 | Tomoyoshi Koyama   | Red Bull KTM         | KTM          | 25   | +3.253    | 3       | 20    |
| 3   | 55 | Héctor Faubel      | Bancaja Aspar        | Aprilia      | 25   | + 5.094   | 6       | 16    |
| 4   | 33 | Sergio Gadea       | Bancaja Aspar        | Aprilia      | 25   | +6.781    | 5       | 13    |
| 5   | 6  | Joan Olivé         | Polaris World        | Aprilia      | 25   | +7.212    | 10      | 11    |
| 6   | 63 | Mike Di Meglio     | Kopron Team Scot     | Honda        | 25   | +7.335    | 15      | 10    |
| 7   | 38 | Bradley Smith      | Repsol Honda         | Honda        | 25   | +13.505   | 9       | 9     |
| 8   | 35 | Raffaele De Rosa   | Multimedia Racing    | Aprilia      | 25   | +13.885   | 12      | 8     |
| 9   | 22 | Pablo Nieto        | Blusens Aprilia      | Aprilia      | 25   | +14.367   | 7       | 7     |
| 10  | 24 | Simone Corsi       | Skilled Racing       | Aprilia      | 25   | +26.672   | 2       | 6     |
| 11  | 8  | Lorenzo Zanetti    | Team Sicilia         | Aprilia      | 25   | +27.060   | 17      | 5     |
| 12  | 11 | Sandro Cortese     | Emmi - Caffe Latte   | Aprilia      | 25   | +27.403   | 16      | 4     |
| 13  | 34 | Randy Krummenacher | Red Bull KTM         | KTM          | 25   | +38.212   | 11      | 3     |
| 14  | 31 | Enrique Jerez      | Kopron Team Scot     | Honda        | 25   | +41.905   | 24      | 2     |
| 15  | 29 | Andrea Iannone     | WTR No Alcol         | Aprilia      | 25   | +48.782   | 14      | 1     |
| 16  | 95 | Robert Mureșan     | Ajo Motorsport       | Derbi        | 25   | +1:05.000 | 26      |       |
| 17  | 53 | Simone Grotzkyj    | Multimedia Racing    | Aprilia      | 25   | +1:05.720 | 31      |       |
| 18  | 52 | Lukáš Pešek        | Valsir Seedorf Derbi | Derbi        | 25   | +1:05.847 | 21      |       |
| 19  | 7  | Alexis Masbou      | FFM Honda GP 125     | Honda        | 25   | +1:18.100 | 8       |       |
| 20  | 60 | Michael Ranseder   | Ajo Motorsport       | Derbi        | 25   | +1:18.438 | 18      |       |
| 21  | 37 | Joey Litjens       | De Graaf Grand Prix  | Honda        | 25   | +1:23.222 | 29      |       |
| 22  | 82 | Luke Jones         | SP125/KGD Racing     | Honda        | 25   | +1:24.001 | 33      |       |
| 23  | 51 | Stevie Bonsey      | Red Bull KTM         | KTM          | 25   | +1:24.309 | 30      |       |
| 24  | 18 | Nicolás Terol      | Valsir Seedorf Derbi | Derbi        | 25   | +1:27.391 | 22      |       |
| 25  | 99 | Danny Webb         | De Graaf Grand Prix  | Honda        | 25   | +1:33.592 | 37      |       |
| 26  | 56 | Hugo van den Berg  | Blusens Aprilia      | Aprilia      | 25   | +1:38.942 | 27      |       |
| 27  | 83 | Nikki Coates       | KRP                  | Honda        | 25   | +1:40.403 | 34      |       |
| 28  | 84 | Robbie Stewart     | KRP                  | Honda        | 25   | +1:40.553 | 32      |       |
| 29  | 20 | Roberto Tamburini  | Team Sicilia         | Aprilia      | 24   | +1 giro   | 19      |       |
| 30  | 81 | Tom Hayward        | KRP                  | Honda        | 24   | +1 giro   | 36      |       |

### Ritirati
| Nº | Pilota             | Squadra                   | Motocicletta | Giri | Griglia |
| -- | ------------------ | ------------------------- | ------------ | ---- | ------- |
| 15 | Federico Sandi     | Skilled Racing            | Aprilia      | 20   | 23      |
| 14 | Gábor Talmácsi     | Bancaja Aspar             | Aprilia      | 19   | 4       |
| 54 | Kevin Coghlan      | UKI Racing                | Honda        | 15   | 35      |
| 12 | Esteve Rabat       | Repsol Honda              | Honda        | 13   | 28      |
| 27 | Stefano Bianco     | WTR No Alcol              | Aprilia      | 10   | 20      |
| 44 | Pol Espargaró      | Belson Campetella Aprilia | Aprilia      | 10   | 13      |
| 77 | Dominique Aegerter | Multimedia Racing         | Aprilia      | 4    | 25      |